# 小行星9606
小行星9606（英語：9606）是一颗围绕太阳公转的小行星。1992年1月28日，上田清二、金田宏在钏路市发现了此天体。
这颗小行星的绝对星等为27.64225904696069等。